# Veronica magna
Veronica magna là một loài thực vật có hoa trong họ Mã đề. Loài này được M. Fisch. miêu tả khoa học đầu tiên năm 1977.